# Skåpafors
Skåpafors is een plaats in de gemeente Bengtsfors in het landschap Dalsland en de provincie Västra Götalands län in Zweden. De plaats heeft 313 inwoners (2005) en een oppervlakte van 113 hectare.

## Verkeer en vervoer
Bij de plaats lopen de Länsväg 164 en Länsväg 172.